# Cuadrilátero bicéntrico

Porismo de Poncelet mostrado en los cuadriláteros bicéntricos ABCD y EFGH

En geometría euclídea, un cuadrilátero bicéntrico es un cuadrilátero convexo que posee una circunferencia inscrita (incírculo) y una circunferencia circunscrita (cincuncírculo). Los radios y el centro de estos círculos se denominan inradio y circunradio, e incentro y circuncentro respectivamente. 
De la definición se deduce que los cuadriláteros bicéntricos tienen todas las propiedades de los cuadriláteros circunscritos y de los cuadriláteros cíclicos. Otros nombres para estos cuadriláteros son cuadrilátero de cuerdas tangentes y cuadrilátero inscrito y circunscrito. Rara vez se denomina cuadrilátero de doble círculo o cuadrilátero de doble trazo.
Si dos círculos, uno dentro del otro, son el incírculo y el circuncírculo de un cuadrilátero bicéntrico, entonces cada punto del círculo es el vértice de un nuevo cuadrilátero bicéntrico que tiene el mismo incírculo y el mismo circuncírculo. Esto es un corolario del porismo de Poncelet, demostrado por el matemático francés Jean-Victor Poncelet (1788-1867).

## Casos especiales

Un deltoide ortogonal

Ejemplos de cuadriláteros bicéntricos son el cuadrado, el deltoide recto y trapecio tangencial isósceles.

## Caracterizaciones

Un cuadrilátero bicéntrico ABCD y su cuadrilátero de contacto WXYZ

Un cuadrilátero convexo ABCD con lados a, b, c, y d es bicéntrico si y solo si sus lados opuestos satisfacen el teorema de Pitot para cuadriláteros tangenciales, y además posee la propiedad de los cuadriláteros cíclicos de que los ángulos opuestos son suplementarios; es decir,
{\displaystyle {\begin{cases}a+c=b+d\\A+C=B+D=\pi .\end{cases}}}
Otras tres caracterizaciones se refieren a los puntos donde el incírculo de un cuadrilátero circunscrito es tangente a los lados. Si el círculo es tangente a los lados AB, BC, CD, DA en W, X, Y, Z respectivamente, entonces un cuadrilátero tangencial ABCD también es cíclico si y solo si se cumple alguna de las siguientes tres condiciones:
- WY es perpendicular a XZ
- {\displaystyle {\frac {AW}{WB}}={\frac {DY}{YC}}}
- {\displaystyle {\frac {AC}{BD}}={\frac {AW+CY}{BX+DZ}}}

La primera de estas tres condiciones implica que el cuadrilátero de contacto WXYZ es un cuadrilátero ortodiagonal.
Si E, F, G, y H son los puntos medios de WX, XY, YZ, y ZW respectivamente, entonces el cuadrilátero tangencial ABCD también es cíclico si y solo si el cuadrilátero EFGH es un rectángulo.
Según otra caracterización, si I es el incentro de un cuadrilátero circunscrito donde las extensiones de los lados opuestos se cruzan en J y K, entonces el cuadrilátero también es cíclico si y solo si JIK es un ángulo recto.
Otra condición necesaria y suficiente es que un cuadrilátero tangencial ABCD es cíclico si y solo si su línea de Newton es perpendicular a la línea de Newton de su cuadrilátero de contacto WXYZ (la línea de Newton de un cuadrilátero es la recta definida por los puntos medios de sus diagonales).

## Construcción

Un cuadrilátero bicéntrico ABCD con el cuadrilátero de los contactos WXYZ. Animación en [https://commons.wikimedia.org/wiki/File:01-Bicentric_quadrilateral.gif

Existe un método simple para construir un cuadrilátero bicéntrico:
Se comienza con el incírculo Cr alrededor del centro I con el radio r y luego se trazan dos cuerdas perpendiculares entre sí WY y XZ en el incírculo Cr. En los puntos finales de las cuerdas, dibújense las tangentes a, b, c y d al círculo. Estas tangentes se cruzan en cuatro puntos A, B, C y D, que son los vértices de un cuadrilátero bicéntrico.
Para dibujar el circuncírculo, trazar dos mediatrices p1 y p2 en los lados del cuadrilátero bicéntrico a y b respectivamente, que se cruzan en el centro O del cincuncírculo CR con la distancia x al centro I del incírculo Cr. La circunferencia circunscrita se puede dibujar alrededor del centro O.
La validez de esta construcción se debe a la caracterización de que, en un cuadrilátero circunscrito ABCD, el cuadrilátero de contacto WXYZ tiene diagonales perpendiculares si y solo si el cuadrilátero tangencial también es cíclico.

## Área

### Fórmulas en función de cuatro medidas
El área K de un cuadrilátero bicéntrico se puede expresar en términos de cuatro medidas del cuadrilátero de varias maneras diferentes. Si las longitudes de los lados son a, b, c, y d, entonces el área viene dada por
{\displaystyle \displaystyle K={\sqrt {abcd}}.}
Este es un caso especial de la fórmula de Brahmagupta.
También se puede deducir directamente de la fórmula trigonométrica para el área de un cuadrilátero tangencial. Téngase en cuenta que lo contrario no se cumple: algunos cuadriláteros que no son bicéntricos también tienen área {\displaystyle \displaystyle K={\sqrt {abcd}}.} Un ejemplo de dicho cuadrilátero es un rectángulo que no sea un cuadrado.
El área también se puede expresar en términos de longitudes de las tangentes e, f, g, y h como: p.128 
{\displaystyle K={\sqrt[{4}]{efgh}}(e+f+g+h).}
Una fórmula para el área del cuadrilátero bicéntrico ABCD con el incentro I es
{\displaystyle K=AI\cdot CI+BI\cdot DI.}
Si un cuadrilátero bicéntrico tiene cuerdas tangentes k, l y diagonales p, q, entonces tiene área: p.129 
{\displaystyle K={\frac {klpq}{k^{2}+l^{2}}}.}
Si k, l son las cuerdas tangentes y m, n son las bimedianas del cuadrilátero, entonces el área puede calcularse usando la fórmula
{\displaystyle K=\left|{\frac {m^{2}-n^{2}}{k^{2}-l^{2}}}\right|kl}
Esta fórmula no se puede usar si el cuadrilátero es un deltoide recto, ya que el denominador es cero en ese caso.
Si M y N son los puntos medios de las diagonales, y E y F son los puntos de intersección de las extensiones de lados opuestos, entonces el área de un cuadrilátero bicéntrico es dada por
{\displaystyle K={\frac {2MN\cdot EI\cdot FI}{EF}}}
donde I es el centro del círculo.

### Fórmulas en términos de tres cantidades
El área de un cuadrilátero bicéntrico se puede expresar en términos de dos lados opuestos y el ángulo θ entre las diagonales según
{\displaystyle K=ac\tan {\frac {\theta }{2}}=bd\cot {\frac {\theta }{2}}.}
En términos de dos ángulos adyacentes y el radio r del círculo, el área está dada por
{\displaystyle K=2r^{2}\left({\frac {1}{\sin {A}}}+{\frac {1}{\sin {B}}}\right).}
El área se da en términos del circunradio R y del inradio r como
{\displaystyle K=r(r+{\sqrt {4R^{2}+r^{2}}})\sin \theta }
donde θ es un ángulo cualquiera entre las diagonales.
Si M y N son los puntos medios de las diagonales, y E y F son los puntos de intersección de las extensiones de lados opuestos, entonces el área también se puede expresar como
{\displaystyle K=2MN{\sqrt {EQ\cdot FQ}}}
donde Q es el pie de la perpendicular a la línea EF a través del centro del círculo.

### Desigualdades
Si r y R son el inradio y el circunradio respectivamente, entonces el área K satisface las inecuaciones
{\displaystyle \displaystyle 4r^{2}\leq K\leq 2R^{2}.}
Hay igualdad en ambos lados solo si el cuadrilátero es un cuadrado.
Otra desigualdad para el área es: p.39, #1203 
{\displaystyle K\leq {\tfrac {4}{3}}r{\sqrt {4R^{2}+r^{2}}}}
donde r y R son el inrado y el circumradio respectivamente.
Una desigualdad similar que da un límite superior más nítido para el área que la anterior es
{\displaystyle K\leq r(r+{\sqrt {4R^{2}+r^{2}}})}
siendo uns igualdad si y solo si el cuadrilátero es un deltoide recto.
Además, con los lados a, b, c, d y el semiperímetro s:
{\displaystyle 2{\sqrt {K}}\leq s\leq r+{\sqrt {r^{2}+4R^{2}}};}: p.39, #1203 
{\displaystyle 6K\leq ab+ac+ad+bc+bd+cd\leq 4r^{2}+4R^{2}+4r{\sqrt {r^{2}+4R^{2}}};}: p.39, #1203 
{\displaystyle 4Kr^{2}\leq abcd\leq {\frac {16}{9}}r^{2}(r^{2}+4R^{2}).}: p.39, #1203 

## Fórmulas angulares
Si a, b, c, y d son las longitudes de los lados AB, BC, CD, y DA respectivamente en un cuadrilátero bicéntrico ABCD, entonces sus ángulos de vértice se pueden calcular con la función tangente:
{\displaystyle \tan {\frac {A}{2}}={\sqrt {\frac {bc}{ad}}}=\cot {\frac {C}{2}},}
{\displaystyle \tan {\frac {B}{2}}={\sqrt {\frac {cd}{ab}}}=\cot {\frac {D}{2}}.}
Usando la misma notación, para las funciones seno y coseno se cumplen las siguientes fórmulas:
{\displaystyle \sin {\frac {A}{2}}={\sqrt {\frac {bc}{ad+bc}}}=\cos {\frac {C}{2}},}
{\displaystyle \cos {\frac {A}{2}}={\sqrt {\frac {ad}{ad+bc}}}=\sin {\frac {C}{2}},}
{\displaystyle \sin {\frac {B}{2}}={\sqrt {\frac {cd}{ab+cd}}}=\cos {\frac {D}{2}},}
{\displaystyle \cos {\frac {B}{2}}={\sqrt {\frac {ab}{ab+cd}}}=\sin {\frac {D}{2}}.}
El ángulo θ entre las diagonales se puede calcular a partir de
{\displaystyle \displaystyle \tan {\frac {\theta }{2}}={\sqrt {\frac {bd}{ac}}}.}

## Inradio y circunradio
La circunferencia inscrita de radio r de un cuadrilátero bicéntrico está determinada por los lados a, b, c, y d, de acuerdo con
{\displaystyle \displaystyle r={\frac {\sqrt {abcd}}{a+c}}={\frac {\sqrt {abcd}}{b+d}}.}
La circunferencia circunscrita de radio R se da como un caso especial de la fórmula de Paramésuara. Es
{\displaystyle \displaystyle R={\frac {1}{4}}{\sqrt {\frac {(ab+cd)(ac+bd)(ad+bc)}{abcd}}}.}
El inradio también se puede expresar en términos de las longitudes de las tangentes e, f, g, y h consecutivas de acuerdo con: p. 41 
{\displaystyle \displaystyle r={\sqrt {eg}}={\sqrt {fh}}.}
Estas dos fórmulas son, de hecho, condición necesaria y suficiente para que un cuadrilátero circunscrito con inradio r sea cíclico.
Los cuatro lados a, b, c, y d de un cuadrilátero bicéntrico son las cuatro soluciones de la ecuación cuártica
{\displaystyle y^{4}-2sy^{3}+(s^{2}+2r^{2}+2r{\sqrt {4R^{2}+r^{2}}})y^{2}-2rs({\sqrt {4R^{2}+r^{2}}}+r)y+r^{2}s^{2}=0}
donde s es el semiperímetro, y r y R son el inradio y el circunradio respectivamente.: p. 754 
Si existe un cuadrilátero bicéntrico con inradio r cuyos lados tangentes son e, f, g, h, entonces existe un cuadrilátero bicéntrico con inradio rv cuyas longitudes tangentes son ev, fv, gv, hv, donde v puede ser cualquier número real.: pp.9–10 
Un cuadrilátero bicéntrico tiene un radio mayor que cualquier otro cuadrilátero tangencial que tenga la misma secuencia de longitudes laterales.: pp.392–393 

### Desigualdades
El circunradio R y el inradio r satisfacen la desigualdad
{\displaystyle R\geq {\sqrt {2}}r}
lo que fue demostrado por L. Fejes Tóth en 1948. Se mantiene la igualdad solo cuando los dos círculos son concéntricos (comparten el mismo centro); entonces el cuadrilátero es un cuadrado. La desigualdad se puede probar de varias maneras diferentes, una de ellas es usando la doble desigualdad para el área anteriormente expuesta.
Una extensión de la desigualdad anterior es: p. 141 
{\displaystyle {\frac {r{\sqrt {2}}}{R}}\leq {\frac {1}{2}}\left(\sin {\frac {A}{2}}\cos {\frac {B}{2}}+\sin {\frac {B}{2}}\cos {\frac {C}{2}}+\sin {\frac {C}{2}}\cos {\frac {D}{2}}+\sin {\frac {D}{2}}\cos {\frac {A}{2}}\right)\leq 1}
donde hay igualdad en ambos lados si y solo si el cuadrilátero es un cuadrado.: p. 81 
El semiperímetro s de un cuadrilátero bicéntrico satisface que: p.13 
{\displaystyle {\sqrt {8r\left({\sqrt {4R^{2}+r^{2}}}-r\right)}}\leq s\leq {\sqrt {4R^{2}+r^{2}}}+r}
donde r y R son el inradio y el circunradio respectivamente.
Por otra parte,: p.39, #1203 
{\displaystyle 2sr^{2}\leq abc+abd+acd+bcd\leq 2r(r+{\sqrt {r^{2}+4R^{2}}})^{2}}
y
{\displaystyle abc+abd+acd+bcd\leq 2{\sqrt {K}}(K+2R^{2}).}: p.62, #1599 

## Distancia entre el incentro y el circuncentro

A bicentric quadrilateral ABCD with incenter I and circumcenter O

### Teorema de Fuss
El teorema de Fuss da una relación entre la circunferencia inscrita de radio r, la circunferencia circunscrita de radio R y la distancia x entre el incentro I y el circuncentro O, para cualquier cuadrilátero bicéntrico. La relación es
{\displaystyle {\frac {1}{(R-x)^{2}}}+{\frac {1}{(R+x)^{2}}}={\frac {1}{r^{2}}},}
o de forma equivalente
{\displaystyle \displaystyle 2r^{2}(R^{2}+x^{2})=(R^{2}-x^{2})^{2}.}
Esta forma fue deducida por Nicolas Fuss (1755–1826) en 1792. Resolviendo las ecuaciones, se obtiene x
{\displaystyle x={\sqrt {R^{2}+r^{2}-r{\sqrt {4R^{2}+r^{2}}}}}.}
El teorema de Fuss, que es el análogo de teorema de Euler para los triángulos aplicado a los cuadriláteros bicéntricos, dice que si un cuadrilátero es bicéntrico, sus dos círculos asociados están relacionados de acuerdo con las ecuaciones anteriores. De hecho, lo contrario también es válido: dado dos círculos (uno dentro del otro) con radios R y r y distancia x entre sus centros que satisfacen la condición expresada en el teorema de Fuss, existe un cuadrilátero convexo inscrito en uno de ellos y tangente al otro (y por lo tanto, según el gran teorema de Poncelet, existen infinitos de ellos).
Aplicando {\displaystyle x^{2}\geq 0} a la expresión del teorema de Fuss para x en términos de r y R es otra forma de obtener la desigualdad mencionada anteriormente {\displaystyle R\geq {\sqrt {2}}r.} Una generalización es: p.5 
{\displaystyle 2r^{2}+x^{2}\leq R^{2}\leq 2r^{2}+x^{2}+2rx.}

### La identidad de Carlitz
Otra fórmula para la distancia x entre los centros de la circunferencia inscrita y la circunferencia circunscrita se debe al matemático estadounidense Leonard Carlitz (1907-1999). Establece que
{\displaystyle \displaystyle x^{2}=R^{2}-2Rr\cdot \mu }
donde r y R son el inradio y el circunradio respectivamente, y
{\displaystyle \displaystyle \mu ={\sqrt {\frac {(ab+cd)(ad+bc)}{(a+c)^{2}(ac+bd)}}}={\sqrt {\frac {(ab+cd)(ad+bc)}{(b+d)^{2}(ac+bd)}}}}
donde a, b, c, y d son los lados del cuadrilátero bicéntrico.

### Desigualdades para las longitudes y lados tangentes
Para las longitudes de los lados tangentes e, f, g, y h se mantienen las siguientes desigualdades:: p.3 
{\displaystyle 4r\leq e+f+g+h\leq 4r\cdot {\frac {R^{2}+x^{2}}{R^{2}-x^{2}}}}
y
{\displaystyle 4r^{2}\leq e^{2}+f^{2}+g^{2}+h^{2}\leq 4(R^{2}+x^{2}-r^{2})}
donde r es el inradio, R es el circunradio y x es la distancia entre el incentro y el circuncentro. Los lados a, b, c, y d satisfacen las desigualdades: p.5 
{\displaystyle 8r\leq a+b+c+d\leq 8r\cdot {\frac {R^{2}+x^{2}}{R^{2}-x^{2}}}}
y
{\displaystyle 4(R^{2}-x^{2}+2r^{2})\leq a^{2}+b^{2}+c^{2}+d^{2}\leq 4(3R^{2}-2r^{2}).}

## Otras propiedades del incentro
El circuncentro, el incentro y la intersección de las diagonales en un cuadrilátero bicéntrico son colineales.
Existe la siguiente igualdad que relaciona las cuatro distancias entre el incentro I y los vértices de un cuadrilátero bicéntrico ABCD:
{\displaystyle {\frac {1}{AI^{2}}}+{\frac {1}{CI^{2}}}={\frac {1}{BI^{2}}}+{\frac {1}{DI^{2}}}={\frac {1}{r^{2}}}}
donde r es el inradio.
Si P es la intersección de las diagonales en un cuadrilátero bicéntrico ABCD con el incentro I, entonces
{\displaystyle {\frac {AP}{CP}}={\frac {AI^{2}}{CI^{2}}}.}
Una desigualdad con respecto al inradio r y al circunradio R en un cuadrilátero bicéntrico ABCD es
{\displaystyle 4r^{2}\leq AI\cdot CI+BI\cdot DI\leq 2R^{2}}
donde I es el incentro.

## Propiedades de las diagonales
Las longitudes de las diagonales en un cuadrilátero bicéntrico se pueden expresar en términos de las longitudes de los lados o de los lados tangentes, que son fórmulas que se mantienen en un cuadrilátero cíclico y en un cuadrilátero circunscrito respectivamente.
En un cuadrilátero bicéntrico con diagonales p y q, se mantiene la siguiente identidad:
{\displaystyle \displaystyle {\frac {pq}{4r^{2}}}-{\frac {4R^{2}}{pq}}=1}
donde r y R son el inradio y el circunradio respectivamente. Esta igualdad puede reescribirse como
{\displaystyle r={\frac {pq}{2{\sqrt {pq+4R^{2}}}}}}
o, resolviéndolo como una ecuación de segundo grado para el producto de las diagonales, en la forma
{\displaystyle pq=2r\left(r+{\sqrt {4R^{2}+r^{2}}}\right).}
Una desigualdad para el producto de las diagonales p y q en un cuadrilátero bicéntrico es
{\displaystyle \displaystyle 8pq\leq (a+b+c+d)^{2}}
donde a, b, c, y d son los lados. Esta relación fue probada por Murray S. Klamkin en 1967.